# 東京技研
株式会社東京技研（とうきょうぎけん）は、歯科用セントラルサクションシステムを中心とした医療機器の製造及び販売を行う企業である。東京都世田谷区に本社を置く。

## 製品
- 歯科用吸引装置
- 自動機
- 金型・試験機
- 理化学機器
- 解剖実習台

## 沿革
- 1965年7月 東京都世田谷区玉川奥沢町に、自動車用燃料消費計の製造並びにサービス及び自動車部品の販売を目的として、当社の前身である渡辺興業を設立。
- 1967年11月 社名を東京技研と改称、従来の業種に歯科医療機器の製造販売の部門を増設し、セントラルバキューム装置の開発並びに製造販売を開始。
- 1968年7月 会社を株式会社組織に改編、社名を現社名である株式会社東京技研へ改称。
- 2001年3月 ISO9001認証を取得。
- 2004年11月 横浜工場ISO13485認証取得。